# Mexique aux Jeux paralympiques d'hiver de 2010
Cet article présente des informations sur la participation et les résultats du Mexique aux Jeux paralympiques d'hiver de 2010.

## Participation
Le Mexique est représenté par 2 athlètes aux Jeux paralympiques d'hiver de 2010 à Vancouver (Canada).

## Ski alpin
- Arly Velásquez
- Armando Ruiz

## Source
- (en) Cet article est partiellement ou en totalité issu de l’article de Wikipédia en anglais intitulé « Mexico at the 2010 Winter Paralympics » (voir la liste des auteurs).